# 스티브 커
스티븐 더글러스 커(영어: Stephen Douglas Kerr, 1965년 9월 27일~)는 미국의 농구 선수, 감독이다. 선수 시절 포지션은 포인트 가드와 슈팅 가드이며 현재 전미 농구 협회(NBA) 팀인 골든스테이트 워리어스의 감독을 맡고 있다. 커는 8회의 NBA 챔피언이며, 선수로서 5회의 타이틀(시카고 불스와 3회, 샌안토니오 스퍼스와 2회)은 물론, 워리어스의 총감독으로서 3회의 타이틀을 우승하였다. 커는 최소한 250명의 3 득점 선수들을 위하여 NBA 역사상 최고 경력 3 득점 퍼센티지(45.4%)를 가지고 있다. 그는 또한 2010년 카일 코버에 의하여 기록이 깨질 때까지 52.4%에 시즌에서 최고 3 득점 퍼센티지를 위한 NBA 기록을 보유하기도 하였다.
2007년 6월 2일 피닉스 선스는 커를 팀의 운영 회장과 총장으로 임명하였다. 2004년 경영 파트너 로버트 사버가 선스를 매입하는 데 도움을 주었고 사버의 가장 신임한 농구 조언자들 중의 하나가 되었다. 커는 2010년 6월 선스로부터 은퇴를 공고하였다. 후에 커는 2014년 감독직에 경력을 추구할 때까지 TNT에서 NBA를 위한 시사해설자로 돌아왔다.
2014년 5월 14일 골든스테이트 워리어스는 커를 팀의 총감독으로 임명하였다. 2015년 4월 4일 댈러스 매버릭스에 승리와 함께 커는 신인 감독을 위한 가장 많은 정규 시즌 우승을 위한 NBA 기록을 깼다. 워리어스는 그해 NBA 결승전을 우승하러 가 1982년 NBA 결승전에서 팻 라일리 이래 챔피언십을 우승하는 데 커를 첫 신인 감독으로 만들었다. 2016년 4월 13일 워리어스는 NBA 시즌에서 가장 많은 우승을 위한 기록을 깼으며 커의 1995년~96년 시카고 불스에 의하여 이전에 보유된 기록을 깼다. 워리어스는 3연속 해를 위하여 결승전에 돌아왔으며 2016년에 패하고, 2017년과 2018년 다시 우승하였다.

## 어린 시절
레바논 베이루트에서 중동에 전문적이었던 미국인 학회원 맬컴 H. 커와 앤 즈위커 사이에 태어났다. 그는 3명의 형제, 자매를 두었다. 그의 조부 스탠리 커는 결국적으로 베이루트에 정착하기 전에 아르메니아인 집단학살 후 근동 구조와 함께 후원하고, 알레포와 카흐라만마라시에서 여성과 고아들을 구출하였다. 커는 자신의 어린 시절을 레바논과 다른 중동의 나라들에서 보냈다. 그는 이집트에서 카이로 아메리칸 칼리지, 베이루트에서 아메리칸 커뮤니티 스쿨과 로스앤젤레스에 있는 팰리새디스 고등학교(현재의 팰리새디스 차터 고등학교)에서 수학하였다.
부친 맬컴은 베이루트에서 아메리칸 대학교에서 총장을 지내는 동안 1984년 1월 18일 52세의 나이로 레바논의 시아파 시민군 지하드에 의하여 살해되었다. 커는 당시 18세이며 칼리지의 신입생이었다.
1988년 커는 역사학, 사회학과 영어에 중요성과 함께 정통 학습 학사와 함께 애리조나 대학교를 졸업하였다.

## 대학 경력
1983년부터 1988년까지 커는 애리조나 대학교를 위하여 농구를 하였다. 1986년 여름 스페인에서 열린 FIBA을 위하여 국가대표 남자 농구팀에 임명되었다. 팀은 금메달을 획득하는 데 아마추어 선수들로 이루어진 미국 남자 마지막 시니어 팀이었다. 그는 무릎 부상을 당하여 애리조나 대학교에서 전체 시즌(1986 ~87)을 놓치고 말았다. 팀으로 복귀한 후, 커는 자신의 지도력, 역경에서 승리로 이끄는 자신의 능력과 장거리 슛으로 인하여 팬의 총아가 되었다. 그는 올아메리칸 동료 선수 숀 엘리엇과 함께 와일드캐츠가 1988년 NCAA 디비전 1 농구 토너먼트의 결승전에 도달하는 데 도움을 주었다. 커는 그 시즌에 3 득점 퍼센티지(114 승 199패, 57.3%)를 위한 NCAA 기록을 세우기도 하였다.

## 프로 경력

### 경력의 시작
1988년 NBA 드래트의 2라운드에서 커는 피닉스 선스에 의하여 선발되었다. 1989년 그는 클리블랜드 캐벌리어스로 이적되었다. 그는 거기서 3번의 시즌(1989~92)을 보내고, 그러고나서 올랜도 매직과 함께 1992년~93년의 일부를 보냈다.

### 시카고 불스
1993년 그는 시카고 불스와 계약을 맺었다. 불스는 1993년~94년과 1994년~95년 시즌들에서 플레이오프로 이루었으나 1994년의 전체와 1995년의 거의를 위하여 마이클 조던 없이 팀은 결승전에 진출하지 못하였다. 하지만 1995년~96년 시즌을 위하여 조던의 완전 복귀와 함께 불스는 72 승 10 패의 당시 NBA 기록을 세우고 1996년 NBA 결승전에서 시애틀 슈퍼소닉스를 꺾었다.
커는 유타 재즈를 상대로 1997년 NBA 결승전에서 불스의 챔피언십 승리의 주요 일부를 활약하였다. 86의 동점과 함께 6번째 경기의 마지막 초에 그는 조던으로부터 패스를 받아 타이틀 우승을 쳤다. 불스는 우승하여 프랜차이즈의 5번째 타이틀을 얻었다. 커는 또한 1997년 올스타 경기에서 3점슛을 우승하기도 하였다.
재즈를 상대로 1998년 NBA 결승전의 2번째 경기의 마지막 분에서 커는 3점슛을 놓쳐 자신의 리바운드를 잡아 결정적인 3 득점 활약을 이룬 조던에게 패스하여 팀을 지도력에 놓았다. 불스는 6개의 경기에서 시리즈를 우승하였다.

### 샌안토니오 스퍼스
1999년 1월 불스와 함께 계약과 이적 거래에서 커는 샌안토니오 스퍼스에 의하여 취득되었다. 스퍼스는 그해 NBA 결승전에 도달하여 뉴욕 닉스에 4 대 1로 승리와 함께 자신들의 첫 NBA 챔피언십을 우승하였다. 커는 프랭크 솔(로체스터와 미니애폴리스와 함께 4연승 (1951~54))과 더불어 4연속 NBA 타이틀을 우승하는 데 2명의 선수들 중의 하나가 되었다. 커와 솔은 연속적 시즌에서 2개의 다른 팀과 함께 2개의 챔피언십을 우승하는 데 NBA 역사상 단 둘의 선수들이기도 하다.

### 포틀랜드 트레일블레이저스
2001년 7월 24일 커는 스티브 스미스를 스퍼스로 데려오는 처리에서 데릭 앤더슨과 더불어 포틀랜드 트레일블레이저스로 이적되었다. 그는 2001년~02년 시즌을 위하여 트레일블레이저스에 남아 65개의 경기에서 활약하였다.

### 스퍼스로 복귀
트레일블레이저스에서 잠시의 복무 후, 그는 2002년 8월 2일 찰스 스미스, 애멀 매캐스킬과 안토니오 대니얼스를 위한 교환에서 에릭 바클리와 더불어 스퍼스로 다시 이적되었다. 리그에서 자신의 마지막 시즌일 것인 이듬해 그는 거의 모든 경기(75)에서 벤치로부터 스퍼스를 성원하였다. 댈러스 매버릭스를 상대로 2003년 서부 컨퍼런스 결승전의 6번째 경기에서 커는 배버릭스를 탈락시키는 도움을 준 4개의 후반전 3 득점을 이루었다. 스퍼스는 결국적으로 그해 결승전에서 뉴저지 네츠를 4 대 2로 꺾어 NBA 챔피언십을 우승하였다.
2003년 NBA 결승전 후, 커는 은퇴를 선언하였다. 그는 910개의 정규 시즌 경기들을 활약하였으나 그중 30개 만을 시작하여 1991년~92년 시즌에 다가오는 그 경기들에 20개에 활약하였다. 그의 경력 총계는 5437개의 득점, 1060개의 리바운드와 1658개의 보조이다.

## 총감독 경력

### 골든스테이트 워리어스 (2014년~현재)
2014년 5월 14일 커는 마크 잭슨의 후임으로 골든스테이트 워리어스의 총감독직을 맡는다는 동의서에 서명했다. 커는 워리어스를 위하여 그해 여름 리그에서 감독을 맡았다. 2014년~15년 시즌 동안 팀의 공격은 필 잭슨 아래 불스에서 자신의 활약 시절로부터 삼각 공격의 구성을 고용하였다.
워리어스가 자신들의 14번째 연속적 경기를 우승하는 데 휴스턴 로키츠를 꺾은 후, 커는 19 승 2 패의 기록과 함께 자신의 경력을 시작하는 데 첫 감독이 되었다. 이 일은 시러큐스 내셔널스와 함께 알 서비와 그의 18 승 2 패 시작 기록을 깼다. 12월 10일 커는 자신의 첫 23개의 경기들에서 21개를 우승하는 데 NBA의 첫 신인 총감독이 되었다. 그는 워리어스가 컨퍼런스에서 최고의 라운드를 가진 후, 2015년 NBA 올스타 경기를 위하여 서부 컨퍼런스 팀의 총감독으로 임명되었다. 4월 4일 워리어스는 플레이오프들을 통하여 홈코트 우월에 결말을 짖는 데 매버릭스를 123 대 110으로 꺾고, 커는 NBA 역사상 최고의 신인 총감독이 되는 데 시즌의 63번째 우승을 얻어 2010년~11년 시즌에서 불스와 함께 톰 티보도와 그의 62개의 우승을 통과하였다. "올해의 NBA 감독" 투표에서 커는 마이크 부덴홀저에 밀려 2위를 하였다.
워리어스는 최후적으로 NBA 역사상 최고의 정규 시즌들의 하나와 함께 끝마치고 팀의 69년 역사에서 거대하였다. 워리어스는 67 승 15 패의 전체 기록과 함께 끝마치며, 싱글 시즌에서 67개 혹은 그 이상을 우승하는 데 10번째 팀이 되었다. 그 일은 워리어스가 한 시즌에서 60개의 경기 만큼 많이 우승하는 데 처음이었으며, 그들의 이전 최고 기록은 1975년~76년 시즌에서 59개의 경기들이었다. 워리어스는 또한 NBA 역사상 2번째로 최고의 홈기록을 위하여 동점을 매긴 39 승 2패의 홈기록과 함께 끝내기도 하였다. 워리어스는 시즌을 위하여 방어적인 노력에서 1위였고, 공격적 노력에서 2위였으며 방어와 공격적 양쪽의 노력에서 줄리어스 어빙이 이끄는 필라델피아 세븐티식서스가 이룬 특정을 간신히 놓쳤다. 그들은 2개의 홈구장에서 15개 이상의 2연속 우승을 하는 데 NBA 역사상 첫 팀이 되었다.
뉴올리언스 펠리컨스를 상대로 플레이오프의 오프닝 라운드에서 커는 워리어스는 1975년 NBA 결승전 이래 자신들의 첫 4개의 경기 플레이오프를 휩쓰는 데 이끌었다. 후에, 팀은 멤피스 그리즐리스(2번째 라운드에서 4 대 2)를 앞섰다. 시리즈에서 2 대 1로 내려간 커는 그리즐리스의 토니 앨린을 열고 자신의 방어 선수이자 센터 토니 보거트를 가지는 데 4번째 경기에서 자유로운 조정을 이루었다. 그의 전략은 앨린이 벤치에 앉히게 되고 넓게 열어진 슛을 놓친 후 16분으로 제한된 후 칭송을 얻었다. 워리어스는 그러고나서 로키츠를 꺾고, 40년 만에 처음으로 NBA 결승전으로 이루었다.
결승전에서 워리어스는 클리블랜드 캐벌리어스를 향하였다. 커와 그의 라이벌 감독 데이비드 블랫은 둘다 NBA 총감독으로서 자신들의 첫 시즌들이었으며, 이 일은 1947년 필라델피아 워리어스의 에디 고틸리엡과 시카고 스택스의 해럴드 올슨이 붙은 NBA 역사상 존재의 첫 해 이래 처음이었다. 워리어스가 캐벌리어스에게 2 대 1로 내려간 후, 커는 보거트의 자리에 안드레 이궈달라를 출발시켜 시리즈를 동등하게 하는 데 103 대 82의 우승을 위하여 자신들의 활기없는 공격을 밀어넣었다. 그 일은 이궈달라의 시즌의 첫 출발이었고, 작은 구성은 죽음의 정렬로 알려지게 되었다. 워리어스는 6개의 경기들에서 챔피언십을 우승하러 가 캐벌리어스는 시리즈에서 4 대 2로 꺾어 커에게 그의 6번째 챔피언십(총감독으로서 첫 챔피언십)을 주었다.
전직 챔피언 워리스의 훈련 캠프의 첫 이틀 후, 커는 2015년 NBA 결승전 이래 문제들을 일으킨 자신의 등을 회복하는 데 명확한 결석을 택하였다. 이 시기에 수석 코치 루크 월턴이 커의 감독직을 취하였다. NBA가 기술적으로 월턴의 승패 기록을 커에게 돌렸어도 커는 2015년의 전부와 2016년 1월의 대부분을 놓쳤다. 2016년 1월 22일 커는 43개의 경기들을 놓친 후, 감독직에 돌아왔으나 만약 자신을 출장 못하게 한 척골의 유동 누출에 관련된 두통과 고통이 다시 일어나면 자신이 때때로 경기를 놓칠 것이라고 경고하였다. 임시 감독 루크 월턴과 함께 워리어스는 39 승 4 패로 갔다. 커가 감독직으로 복귀한 후, 워리어스는 34 승 5 패로 갔다. 워리어스는 73개의 경기들을 우승하며 시카고 불스의 1995년~96년 72 승 10 패의 기록을 깼다. 그는 2015년~16년 "올해의 NBA 감독"으로 임명되었다. 커는 다시 클리블랜드 캐벌리어스를 향한 2016년 결승전에 워리어스를 지도하였으나 이번에는 7개의 경기들에서 패하였다.
11월 20일 NBA는 11월 17일 KNBR 680과 함께 라디오 인터뷰가 열리는 동안 공공적 비판을 사회함으로 2만 5천 달러의 벌금이 물었다고 공고하였다. 커는 다시 일어난 등의 문제로 2017년의 플레이오프를 놓쳤다. 제휴 코치 마이크 브라운이 커의 결석 기간 동안 직무 대행의 총감독을 맡고, 공식적 이후 시즌에서 워리어스를 12 승 0 패의 기록으로 워리어스를 플레이오프로 이끌었다. 커는 워리어스가 캐벌리어스를 5개의 경기들에 승리하는 데 이끈 그해의 NBA 결승전을 위하여 복귀하였다. 워리어스는 16 승 1 패의 기록과 함께 플레이오프들을 끝내면서 NBA 역사상 공식 이후 시즌의 최고 우승률이었다. 커는 감독으로서 자신의 첫 3개의 시즌에서 2개의 챔피언십을 우승하는 데 NBA 역사상 4번째 감독이 되었다. 2018년 NBA 결승전에서 워리어스가 캐벌리어스를 꺾을 때 커는 총감독으로서 자신의 3번째 챔피언십을 우승하여 자신 경력의 8번째 챔피언십을 주었다.